# Santuari de Gresolet
Santuari de Gresolet és un santuari de la Mare de Déu del municipi de Saldes (Berguedà). Està situat al fons de la vall del torrent de Gresolet, un espai dominat pel vessant nord del Pedraforca, entre planells de pastures voltades de bosc i rocam i molt proper al bosc de Gresolet. Per accedir-hi cal desviar-se de la carretera B-400 just abans del pont de Saldes i prendre la pista forestal durant uns 8 kilòmetres. El nom de Gresolet procedeix de grèvol, arbust molt abundant a la zona. És una obra inclosa en l'Inventari del Patrimoni Arquitectònic de Catalunya.

## Descripció
Gran casal que integra l'església i l'hostatgeria, cobert a dues aigües amb teula àrab. Edificacions annexes. Parets de pedra en aparell descurat arrebossades en algun pany. Diversos cossos d'obra posen en evidència successives modificacions. A principis del segle xxi hi ha un hostal obert. L'església és d'una sola nau, amb capçalera recta i capelles laterals, coberta amb volta de canó. Es conserva la decoració policromada de les parets d'estil neoclàssic, però no hi ha imatges antigues.
La imatge de la Mare de Déu de Gresolet és una talla gòtica dels segles xiv-xiv, traslladada durant molts anys a l'església parroquial de Sant Martí de Saldes. Fa 55 cm d'alt. El 1936 es va aconseguir salvar la imatge de la Mare de Déu. Es va substituir la imatge romànica per una altra antiga que hi havia a la sagristia i l'original es va amagar en un buc d'abelles ubicat entre d'altres. Més tard es va treure i es va embolicar amb mantes, fet que va provocar que es malmetés la policromia, tal com explica Mn. Josep M. Montanyà, rector de Saldes. El juny de 1939 es va tornar a posar la imatge al santuari, però vint anys més tard la talla és traslladada a l'església parroquial de Sant Martí de Saldes.

## Festivitat
Segons la tradició, la imatge de la Mare de Déu de Gresolet va ser trobada per un jove pastor que guardava una vacada. Un bou d'aquesta s'extravià, el pastor el cercà i el va trobar adorant la imatge, la qual estava sota una gran roca balmada, que avui encara es conserva a poca distància de l'actual santuari marià. Admirat el pastor va posar la imatge al seu sarró per portar-la a l'església del castell de Saldes, però en arribar la imatge no hi era. Tornant al lloc d'origen, a Gresolet, tornà a trobar la imatge en el seu lloc d'origen, davant el miracle hi varen construir la primera capella.
El dia 8 de setembre, celebració de les marededeus trobades, coincidint amb la davallada dels ramats als prats que es fa anualment amb la baixada dels ramats dels camps de pastura d'estiu, a les Costes, cap a l'entorn del santuari, es fa una celebració eucarística i la gent aprofita per fer un àpat a l'aire lliure. L'origen de l'aplec es troba inicialment en la trobada dels habitants de les cases que esperaven les vaques que baixaven dels prats d'estiu a les Costes per portar-se cadascú les seves a casa. El 21 de maig de 1888 es va celebrar la festa de la benedicció de l'església que s'havia restaurat, amb assistència de gent dels pobles de l'entorn, Bagà, Gósol, Josa, l'Espà, Saldes, Maçaners, Gisclareny i Vallcebre. La premsa de l'època se'n va fer ampli ressò, tant per l'èxit d'assistència i el lluïment assolit, com perquè no va tenir caràcter polític com generalment passava amb altres festes. La combinació de la tradició ramadera local, junt amb l'èxit de la benedicció és, probablement, el germen de l'actual aplec.

## Història
És citat el 1165, en una notícia històrica del "feu de l'honor i castell de Gresolet". El document és una escriptura de propietat de la família Còdol de Bagà, successors directes dels senyors de Faia, que tenien infeudada la vall de Gresolet.
A finals del segle xiii Berenguer de Faia concedia a Guillem Domènec poder reedificar el molí al torrent de Gresolet, al lloc on era, i agafar aigua a l'indret que cregués convenient. Això significa que s'establí una comunitat de donats. El 1326 Jaume Ponç s'alliberà de Berenguer de Faia, del que era home propi i prenia Galceran de Pinós com a senyor, prestant jurament de boca i mans. El 1326 tots els homes de Gresolet eren penyorats per no haver acudit al so emès des del Castell de Saldes, essent després absolts perquè juraren no haver sentit res. La major part de les famílies eren remences i es conserva documentació sobre les seves redempcions.
El 1337 Pere I Galceran de Pinós reedificà l'església i la casa. Al llarg del segle xiv els batlles de Gresolet arrendaren els rèdits del lloc als Còdol, tot i que els litigis eren constants pels drets de pastura. Durant el segle xv la vall de Gresolet estava molt poblada, igual que la resta del territori, sota el domini dels senyors de Faia i dels seus hereus, els senyors de la Badia durant el segle xv. Les referències documentals són freqüents en aquesta època, mostrant l'habitatge de diferents masies a la zona.
El 1499 l'església i el poble de Gresolet van quedar totalment arruïnats a causa d'uns terratrèmols i va ser reedificat el santuari i la casa del masover, edificant-los els saldencs per recuperar el dret d'empriu de les pastures. Es conserva una notícia històrica del 1531 i una altra del 1642.
El 1660 hi fou creada una confraria i germandat de sacerdots. El santuari de Gresolet restà a cura d'uns ermitans durant quasi tres segles, fins al 1959 any en què la imatge de la Mare de Déu fou traslladada a Saldes. El 1709 ja existia el temple actual, que constava de nau central i dues capelles laterals. El 1843 es va acordar concedir les terres en emfiteusi als saldencs.
L'actual edifici és de finals del segle xvii i el retaule, que va ser destruït el 1936, era del segle xviii. Entre 1887 i 1889 es va fer l'última restauració general del santuari a càrrec de Joan Ros Santmiquel. Es va restaurar el retaule, decorar les parets la volta i el cambril a càrrec del pintor i decorador de Berga, Joan Fígols. Aquest retaule i altres elements decoratius es van perdre durant la Guerra Civil del 1936.
A partir del setembre de 2014 l'ajuntament de Saldes i el rector de la seva parròquia recomanen que ningú entri al Santuari de Gresolet perquè té una gran esquerda que s'ha ampliat amb els moviments sísmics i que fa que l'edifici estigui en perill d'esfondrament. Això fa que el santuari necessiti urgentment mesures per tal de solucionar aquest problema perquè continui d'empeus. A més a més també està en perill d'esfondrament una part de l'antic monestir del que fa uns anys en van caure dues bigues i s'ha inclinat.